# Paracoccus hebes
Paracoccus hebes är en insektsart som beskrevs av Jennifer M. Cox 1987. Paracoccus hebes ingår i släktet Paracoccus och familjen ullsköldlöss. Inga underarter finns listade i Catalogue of Life.